# Neoitamus bulbus
Neoitamus bulbus är en tvåvingeart som först beskrevs av Walker 1849.  Neoitamus bulbus ingår i släktet Neoitamus och familjen rovflugor. Inga underarter finns listade i Catalogue of Life.